# Per amore di Megan
Per amore di Megan (Killer in Law) è un film per la televisione del 2018 diretto da Danny J. Boyle.

## Distribuzione
Il film è stato proiettato in anteprima in Canada il 18 dicembre 2018, per essere poi distribuito tramite il canale televisivo Lifetime Movie Network negli Stati Uniti dal 12 maggio 2019.
Il film è stato distribuito negli Stati Uniti anche con il titolo Killer Grandma.